# Bettadasanapura, Bangalore South
Bettadasanapura là một làng thuộc tehsil Bangalore South, huyện Bangalore Urban, bang Karnataka, Ấn Độ.